# 우에노촌 (미에현)
우에노촌(上野村)은 미에현 가와게군에 설치되었던 촌이다. 현재의 쓰시에 해당한다.